# Bharuch
Bharuch (en guyaratí: ભરૂચ ) es una ciudad porturaia de la India, capital del distrito de Bharuch, en el estado de Guyarat. Antiguamente, su puerto era conocido como Barígaza (en griego Βαρύγαζα ‘tesoro profundo’) y fue importante en el comercio de la Antigua Roma con India.
Fue ocupada por la Compañía Británica de las Indias Orientales en 1772.

## Geografía
Se encuentra situada en la desembocadura del río Narmada, a una altitud de 24 m s. n. m. (metros sobre el nivel del mar), a 212 km de la capital estatal, Gandhinagar, en la zona horaria UTC+5:30. 

## Demografía
Según estimación 2010, contaba con una población de 158 253 habitantes.